# 斯帕达宫

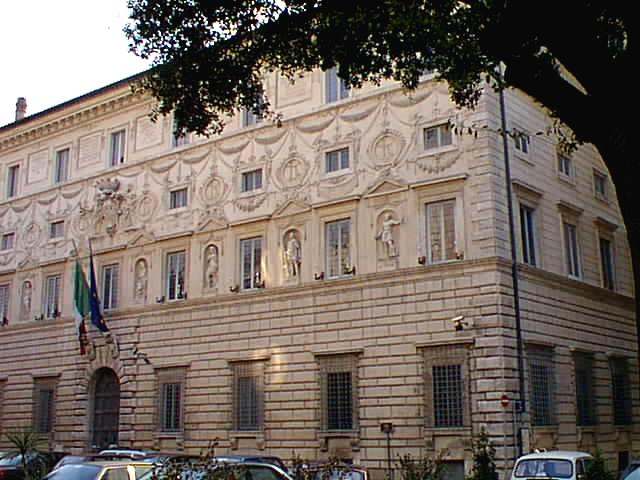
斯帕达宫

斯帕达宫（義大利語：Palazzo Spada）是罗马市中心的一座宫殿，位于 Piazza Capo di Ferro 广场13号，非常接近法尔内塞宫。它有一个花园面向台伯河。 
宫殿内拥有大量的艺术收藏品，开辟为斯帕达画廊（Galleria Spada）。藏品最初由枢机主教貝納迪諾·斯帕達收集于17世纪，他的兄弟维尔吉利奥·斯帕达（1596年至1662年）和侄孙枢机主教Fabrizio斯帕达（1643年至1717年）陆续增加。

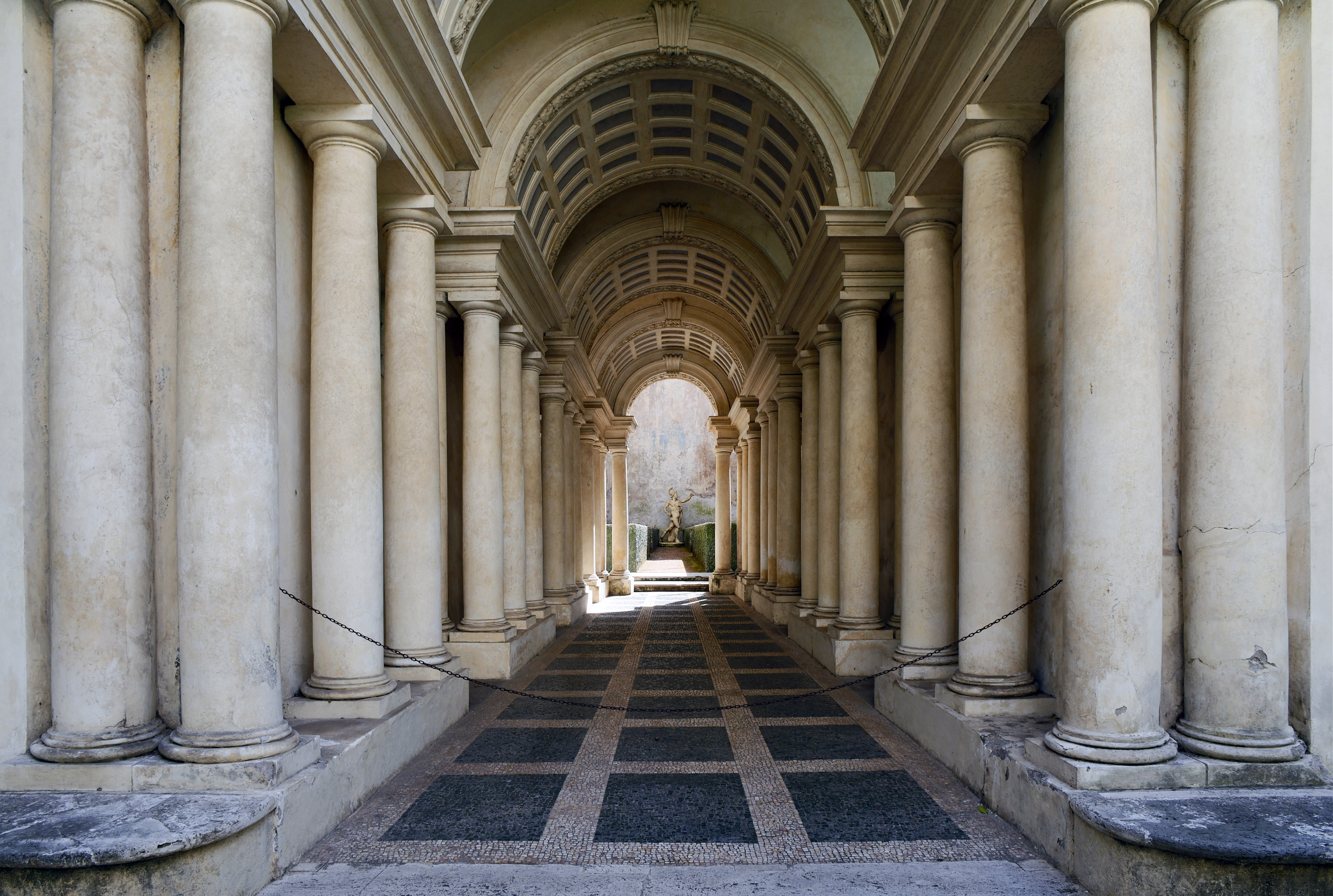
斯帕達宮的柱廊

貝納迪諾委託弗朗切斯科·博羅米尼對斯帕達宮進行改建。這位巴洛克風格的建築師用拱廊創造了強迫透視錯覺的傑作，拱廊的柱子越來越短，地板逐漸上升，畫廊的盡頭有一尊看起來真人大小的雕塑（高度其實只有60公分），因此創造出拱廊有37公尺（其實只有8公尺）長的視覺錯覺。
斯帕达宫在1927年被国家购买。